# 鄭鉞
鄭 鉞（てい えつ、チェン ユエ、1878年12月24日 - 1943年4月8日）は中華民国の司法官、政治活動家。江蘇高等法院第二分院首席検察官、鄭蘋茹の父。鄭英伯、鄭越原とも言う。

## 略歴
1878年、浙江省蘭渓県に生まれる。1906年に日本に留学し、岩倉鉄道学校に入学する。同時期に政治結社の中国同盟会に入会する。岩倉鉄道学校を中退し、法政大学法政速成科に入学し、法政速成科を卒業後、専門部法律科に進学し、1912年に卒業する。留学中に、木村はな（鄭華君）と出会い、結婚する。
1916年に上海に帰国し、律師（弁護士）資格を取得する。1919年、陝西靖国軍に参加し、一等秘書に任命される。陝西靖国軍解散後は、上海に戻り、律師をしながら、復旦大学で法学を教える。1928年、中央特種刑事臨時法廷審判員に任命され、1929年に司法行政部法官・懲戒委員会秘書処機要科科長、1930年に代理江蘇高等法院第二分院検察官、1931年に江蘇高等法院第二分院検察官、1933年に山西高等法院第一分院院長、1934年に福建高等法院第一分院首席検察官、1934年に江蘇高等法院第二分院検察官、1936年に江蘇高等法院第二分院首席検察官を歴任する。1943年4月8日に死去。

## 人物
日本での留学中に于右任と知り合い、家族に「父なき後は、于右任を頼れ」と言い残すほど、親交を暖めている。鄭鉞の死後、于右任は鄭鉞の家族を保護し、台湾に国民党政権が移っても、鄭鉞の娘を秘書係とし長く勤めさせた。
汪兆銘の南京国民政府成立後は、共同租界を含め上海が汪兆銘政権下に入ったため、法院への登院を取りやめ、また、最高法院院長への就任要請を受けるが、これも辞退している。

## 参考
- 『美貌のスパイ 鄭蘋如』柳沢隆行（光人社、2010）
- 『魔都上海に生きた女間諜』高橋信也（平凡社、2011）